# Alberto José Linero
Alberto José Linero Gómez (Santa Marta, 20 de octubre de 1968) es un periodista, escritor, docente y conferencista internacional. Perteneció a la comunidad de los padres Eudistas durante 25 años, tiempo en el que fue reconocido como el sacerdote con más impacto en los medios colombianos. El 5 de septiembre del año 2018 anunció su retiro como sacerdote, lo cual fue noticia a nivel nacional e internacional.
Hace parte de la mesa de trabajo en “Mañanas Blu” de Blu Radio, tiene un segmento de reflexión en el programa matutino Día a día de Caracol televisión. Y en paralelo se dedica a su propio proyecto empresarial buscando inspirar y transformar vidas desde sus conferencias y escritos. Desde marzo de 2018 se desempeña como docente en la Universidad de la Costa.

## Estudios
- Bachillerato en el colegio diocesano Seminario Conciliar “San José”, 1985.
- Filosofía en el Seminario Regional de la Costa “Juan XXIII”, 1988.
- Teología en la Pontificia Universidad Javeriana, 1991.
- Maestría en comunicación Social de la Pontificia Universidad Javeriana, 1995.
- Especialización en negociación y manejo de conflictos de la Universidad del Norte, 2003.
- Especialización en Alta Gerencia de la Universidad de los Andes, 2009.
- Doctorado en Educación de la Nova Southeastern University (NSU), Estados Unidos, 2018.

## Obra escrita
- El Man Está Vivo y Está contigo. 2023. Editorial Planeta
- Espiritualidad para humanos. 2022. Editorial Planeta
- Amar es ganarlo todo. 2021 Editorial Planeta.
- Vive y déjame vivir #MVM. 2020. Editorial Planeta.
- Mi Vida de Otra Manera. Noviembre de 2018. Editorial Planeta.[4]
- Dios es Mujer. Abril de 2018. Editorial Diana – Grupo Planeta.
- Mi Venganza es Perdonarte. Abril de 2017. Editorial Diana – Grupo Planeta.
- Si Estás Enamorado no te Cases, y si Estas Casado no Dejes de Amar. Abril de 2016. Editorial Diana – Grupo Planeta.
- El Poder de las decisiones, Tu Siguiente Decisión Puede Cambiarlo Todo. Febrero de 2014. Editorial Diana – Grupo Planeta.
- La Luz al Final del Túnel, Sigue Adelante Cuando Todo se Derrumba. Abril de 2015. Editorial Diana – Grupo Planeta
- Sin Libertad no Hay Amor, Como Ser Una Persona Independiente y Feliz. Noviembre de 2014. Editorial Diana – Grupo Planeta
- Los Milagros de la Madre Laura, Testimonios de Fe. Noviembre de 2013. Editorial Diana – Grupo Planeta
- No Mendigues Amor. Marzo de 2013. Editorial Diana – Grupo Planeta
- Señor Ahoga mi Dolor, el Llamado a Ser Felices. Febrero del 2013. Editorial Diana – Grupo Planeta
- ¿Qué tiene ella que no tenga yo? Como vencer a la amante de tu marido. Noviembre de 2012. Editorial Diana – Grupo Planeta
- Colección “El Man Esta Vivo”. Oraciones para: La pareja, la prosperidad, el alma, la salud, momentos difíciles y vivir en familia. Junio 2018. Editorial Planeta
- Cuatro Claves Para Entender El Actuar De Dios. Año 2017. Editorial Minuto de Dios.
- Todo Es Posible Para El Que Cree. Año 2017. Editorial Minuto de Dios.
- Orando y Viviendo Para Pensar en la Cotidianidad.  Año 2016. Editorial Minuto de Dios.
- Se Acabó la Espera. Claves Diarias para Volver a Empezar. Año 2016. Editorial Minuto de Dios.
- La Pasión de Servir. Año 2015. Editorial Minuto de Dios.
- Remar Mar Adentro. Año 2015. Editorial Minuto de Dios.
- Oraciones para ser Felices. Año 2015. Editorial Minuto de Dios.
- Señor Sáname, oraciones y reflexiones para momentos de dificultad y enfermedad. 2008. Editorial Minuto de Dios.
- “Pitu” Historia de un Triunfador Fracasado. 2006. Editorial Minuto de Dios.
- El Matrimonio no es Una Cruz. Editorial Minuto de Dios.
- El Juego de la Vida. Editorial Minuto de Dios.
- Oraciones para Momentos Especiales. Editorial Minuto de Dios.
- En Sintonía con Dios. Editorial Minuto de Dios.
- Caminando Sobre el Mar de las Dificultades. Editorial Minuto de Dios.
- Vencedores del Dolor. Editorial Minuto de Dios
- Perrenque. Reflexiones de Motivación. Editorial Minuto de Dios.